# Dengeki G's Comic
Dengeki G's Comic (電撃G'sコミック, Dengeki G's komikku) était un magazine de prépublication de manga mensuel de type seinen édité par ASCII Media Works. Le premier numéro est publié d'abord en version numérique le 9 août 2012 avec une publication mensuelle, le deuxième numéro sort le 15 octobre 2012. Entre avril 2013 et avril 2014, le magazine suit une publication bimensuelle. À partir du numéro de juin 2014, le magazine est édité sur papier et retrouve une publication mensuelle. Le numéro de mai 2019 est le dernier numéro du magazine édité sur papier, publié le 30 mars 2019, et les mangas qui y étaient sérialisés ont été transférés sur les services de publication numérique ComicWalker de Kadokawa et Niconico Seiga de Dwango,.

## Mangas prépubliés
- Charlotte
- Seishun buta yarō
- Shōjo Kageki Revue Starlight Overture
- Yūki Yūna wa yūsha de aru